# Przekształtnik Boost

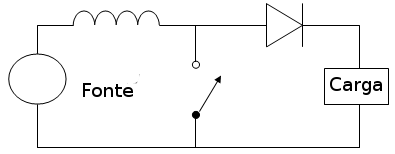
Podstawowy schemat przekształtnika podwyższającego napięcie. role przełącznika pełni zazwyczaj tranzystor MOSFET, IGBT lub BJT.

Przekształtnik podwyższający napięcie (ang. boost converter, step-up converter) – rodzaj przerywacza impulsowego prądu stałego, którego zadaniem jest przekształcanie stałego napięcia wejściowego DC na wyższe napięcie wyjściowe DC. Układ składa się z co najmniej dwóch zaworów półprzewodnikowych (tranzystora i diody) i co najmniej jednego elementu magazynującego energię. Ponadto aby dodatkowo niwelować zniekształcenia napięcia wyjściowego, stosuje się przy użyciu kondensatorów (również cewek) odpowiedni filtr.
Zasilanie układu może pochodzić z wszelakich źródeł napięcia stałego takich jak baterie, akumulatory, ogniwa fotowoltaiczne jak i również z prostowników czy generatorów prądu stałego.

## Analiza pracy układu

### Zasada działania

rys. 1: schemat przetwornika boost converter

Kluczową rolę w przetworniku podwyższającym napięcie odgrywa zdolność cewki indukcyjnej do „przeciwstawiania się” zmianom przepływającego prądu. Kiedy prąd zasilający płynie, cewka pochłania energię, natomiast kiedy zasilanie jest odłączone, cewka, wykorzystując wcześniej zmagazynowaną energię, sama stanowi swoiste źródło energii (w obwodzie płynie zmniejszający się prąd, aż do rozładowania zmagazynowanej w cewce energii). Tak wytworzone napięcie podczas rozładowania cewki jest podobne w swoim przebiegu do aktualnego przebiegu prądu, a nie do pierwotnego cyklu ładowania, dzięki czemu uzyskujemy różne napięcia wejściowe i wyjściowe.

rys. 2: Dwa przedziały pracy zależne od stanu przełącznika (tranzystora)

Podstawowy stan pracy składa się z 2 przedziałów:
- przedział I – przełącznik S (tranzystor) jest w stanie przewodzenia. Napięcie zasilania ({\displaystyle V_{i}})  jest źródłem narastającego prądu płynącego tylko przez cewkę indukcyjną L i tranzystor, powoduje to magazynowanie energii w cewce. Dioda D spolaryzowana jest wstecznie poprzez napięcie odbiornika. Do odbiornika R dopływa jedynie prąd z rozładowywanego kondensatora C.
- przedział II – przełącznik S (tranzystor) jest w stanie zaporowym. Pod wpływem napięcia ({\displaystyle V_{i}}) przez spolaryzowaną w kierunku przewodzenia diodę D płynie do kondensatora C (ładowanie kondensatora) i odbiornika R malejący prąd (rozładowanie energii zgromadzonej w poprzednim cyklu w cewce).

### Tryby pracy
- Tryb pracy ciągłej.Rys.3: Przebiegi prądu i napięcia dla pracy w trybie ciągłym.

Rys.3: Przebiegi prądu i napięcia dla pracy w trybie ciągłym.

Gdy tranzystor wysterowany jest w sposób zapewniający pracę ciągłą prąd płynący przez cewkę nigdy nie spada do zera. Wykres 3 przedstawia typowy przebieg prądu i napięcia dla ciągłej pracy przekształtnika.
- Tryb pracy przerywanej. Rys. 4:Przebiegi prądu i napięcia dla pracy w trybie przerywanym.

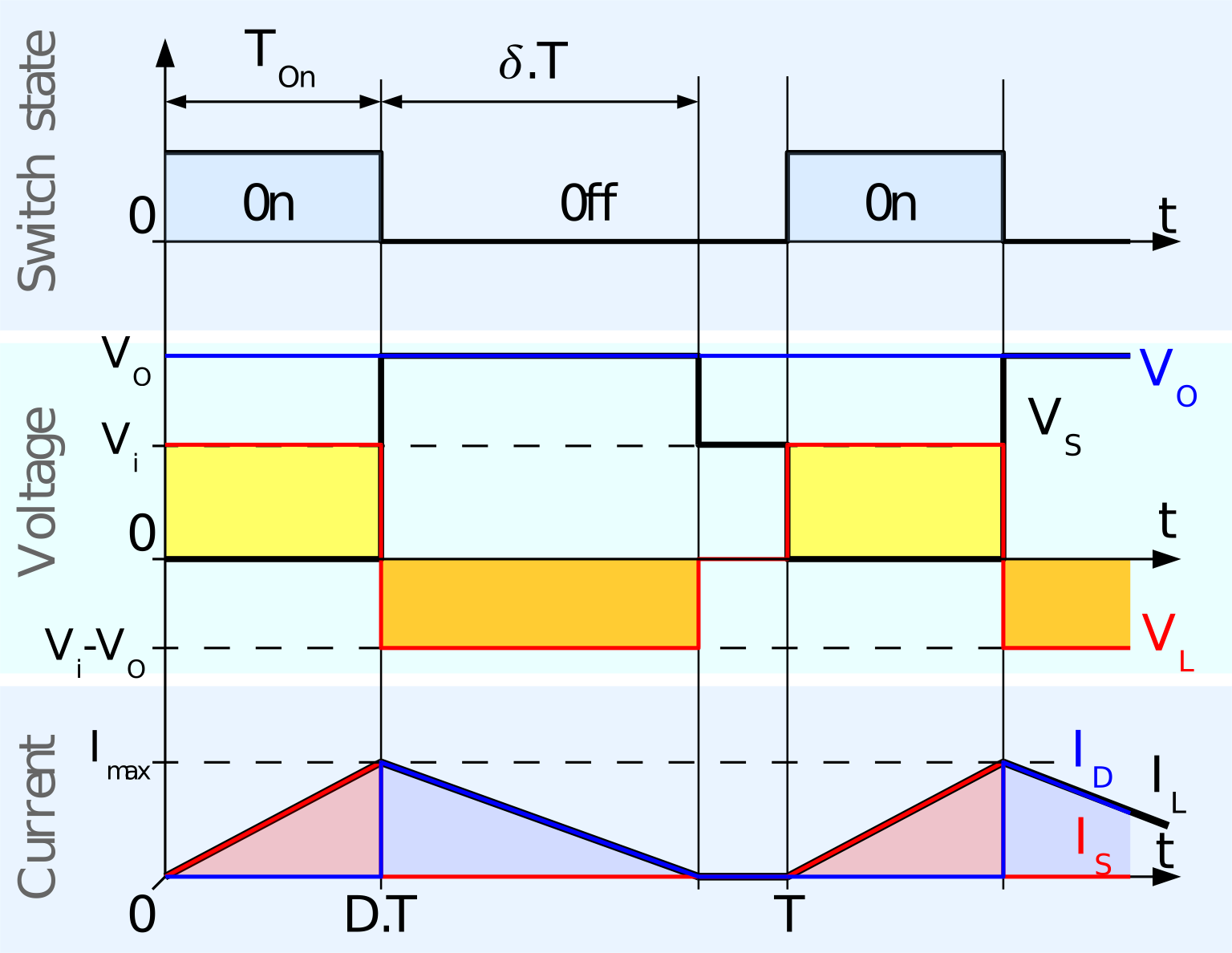
Rys. 4:Przebiegi prądu i napięcia dla pracy w trybie przerywanym.

Załączenie tranzystora następuje dopiero gdy prąd zmagazynowany w cewce zostanie rozładowany, co powoduje przerwę w ciągłości prądu odbiornika (rys. 4).

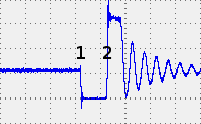
Rys. 4: Przebieg napięcia na dławiku w przetwornicy boost względem masy. W punkcie 1 switch został włączony, w punkcie 2 wyłączony.